# 小行星11316
小行星11316（11316 Fuchitatsuo）是一颗绕太阳运转的小行星，为主小行星带小行星。该小行星于1994年10月5日发现。

## 轨道参数
小行星11316的轨道半长轴为2.3862320 UA，离心率为0.228。